# Kristelig Forening for Unge Menn-Kameratene Oslo Futsal 2009-2010
Questa voce raccoglie le informazioni riguardanti il Kristelig Forening for Unge Menn-Kameratene Oslo nelle competizioni ufficiali della stagione 2009-2010.

## Stagione
Il KFUM Oslo ha partecipato alla Futsal Eliteserie 2009-2010, seconda edizione del massimo campionato norvegese riconosciuto dalla Norges Fotballforbund. La squadra ha chiuso l'annata al 1º posto finale, aggiudicandosi titolo nazionale e conseguente partecipazione alla Coppa UEFA. Sebastian Harung, Thomas Sæther, Erlend Skaga, Carl-Erik Torp e Christoffer Dahl hanno fatto parte della squadra nel corso di questa stagione.

## Rosa
| N° | Naz.                | Ruolo | Sportivo         | Anno     |  |  |
| -- | ------------------- | ----- | ---------------- | -------- |  |  |
|    | Norvegia (bandiera) | POR   | Sebastian Harung |          |  |  |
|    | Norvegia (bandiera) | DIF   | Thomas Sæther    | 25.09.84 |  |  |
|    | Norvegia (bandiera) | UNI   | Christoffer Dahl | 08.01.84 |  |  |
|    | Norvegia (bandiera) | UNI   | Erlend Skaga     | 14.01.89 |  |  |
|    | Norvegia (bandiera) | UNI   | Carl-Erik Torp   | 17.09.84 |  |  |

## Risultati

### Eliteserie

#### Girone di andata
| 21 novembre 2009, ore 12:00 1ª giornata | KFUM Oslo       | 6 – 2 referto | Sandefjord | \| Arbitro: \| Konstali Randen \| |
| Arbitro:                                | Konstali Randen |               |            |                                   |

| 21 novembre 2009, ore 18:00 2ª giornata | Solør         | 4 – 4 referto | KFUM Oslo | \| Arbitro: \| Thorsø Hansen \| |
| Arbitro:                                | Thorsø Hansen |               |           |                                 |

| 22 novembre 2009, ore 14:00 3ª giornata | KFUM Oslo | 6 – 2 referto | Horten | \| Arbitro: \| Rønningen \| |
| Arbitro:                                | Rønningen |               |        |                             |

| 12 dicembre 2009, ore 12:00 4ª giornata | Fyllingsdalen | 2 – 2 referto | KFUM Oslo | \| Arbitro: \| Hanssen \| |
| Arbitro:                                | Hanssen       |               |           |                           |

| 3 gennaio 2010, ore 18:00 5ª giornata | KFUM Oslo    | 7 – 3 referto | Lillehammer | \| Arbitro: \| Rafiq (Oslo) \| |
| Arbitro:                              | Rafiq (Oslo) |               |             |                                |

| 13 dicembre 2009, ore 12:00 6ª giornata | Nordpolen    | 0 – 3 referto | KFUM Oslo | \| Arbitro: \| Rafiq (Oslo) \| |
| Arbitro:                                | Rafiq (Oslo) |               |           |                                |

| 24 gennaio 2010, ore 16:00 7ª giornata | Holmlia   | 1 – 1 referto | KFUM Oslo | \| Arbitro: \| Rønningen \| |
| Arbitro:                               | Rønningen |               |           |                             |

| 16 gennaio 2010, ore 20:00 8ª giornata | KFUM Oslo        | 5 – 3 referto | Nidaros | \| Arbitro: \| Bjørndalen Røang \| |
| Arbitro:                               | Bjørndalen Røang |               |         |                                    |

| 17 gennaio 2010, ore 12:00 9ª giornata | Vegakameratene | 1 – 7 referto | KFUM Oslo | \| Arbitro: \| Krokdal \| |
| Arbitro:                               | Krokdal        |               |           |                           |

#### Girone di ritorno
| 6 febbraio 2010, ore 16:00 10ª giornata | Sandefjord | 2 – 6 referto | KFUM Oslo | \| Arbitro: \| Iversen \| |
| Arbitro:                                | Iversen    |               |           |                           |

| 10 gennaio 2010, ore 18:00 11ª giornata | KFUM Oslo    | 2 – 2 referto | Solør | \| Arbitro: \| Rafiq (Oslo) \| |
| Arbitro:                                | Rafiq (Oslo) |               |       |                                |

| 6 febbraio 2010, ore 21:00 12ª giornata | Horten           | 2 – 3 referto | KFUM Oslo | \| Arbitro: \| Bjørndalen Røang \| |
| Arbitro:                                | Bjørndalen Røang |               |           |                                    |

| 20 febbraio 2010, ore 18:00 13ª giornata | KFUM Oslo       | 7 – 1 referto | Fyllingsdalen | \| Arbitro: \| Konstali Randen \| |
| Arbitro:                                 | Konstali Randen |               |               |                                   |

| 20 febbraio 2010, ore 12:00 14ª giornata | Lillehammer      | 3 – 12 referto | KFUM Oslo | \| Arbitro: \| Bjørndalen Røang \| |
| Arbitro:                                 | Bjørndalen Røang |                |           |                                    |

| 21 febbraio 2010, ore 14:00 15ª giornata | KFUM Oslo | 7 – 2 referto | Nordpolen | \| Arbitro: \| Myhren \| |
| Arbitro:                                 | Myhren    |               |           |                          |

| 6 marzo 2010, ore 14:00 16ª giornata | KFUM Oslo | 4 – 2 referto | Holmlia |  |

| 6 marzo 2010, ore 20:00 17ª giornata | Nidaros | 6 – 5 referto | KFUM Oslo |  |

| 7 marzo 2010, ore 14:00 18ª giornata | KFUM Oslo | 2 – 1 referto | Vegakameratene |  |